# 아비라역
아비라역(일본어: 安平駅 あびらえき[*])은 일본 홋카이도 유후쓰 군 아비라정에 위치한 홋카이도 여객철도 무로란 본선의 철도역이다. 상대식 승강장 2면 2선의 구조를 갖춘 지상역이다.
역명이자 지명인 아비라는 아이누어로 "한 쪽에 벼랑이 있는 강"이라는 뜻의 "아라 피라 펫"을 일본어로 음차한 것이다. 그 외에도 "아라피라(한 면의 절벽)", "아비라(빛나는 절벽)"에서 따왔다는 설도 있다.

## 이용 현황
- 1981년도 : 88명
- 1992년도 : 92명

## 역 주변
- 국도 제234호선

## 역사
- 1902년 10월 11일 : 홋카이도 탄광 철도 무로란 선의 하야키타 - 오이와케 간에 신설 개업. 일반역.
- 1906년 10월 1일 : 홋카이도 탄광 철도의 철도 노선 국유화에 의해, 일본국유철도로 이관.
- 1909년 10월 12일 : 선로 명을 무로란 본선으로 제정, 그것에 수반해 이 선의 역이 된다.
- 1912년 7월 : 역사, 구내 개축.
- 1954년 12월 : 일본 육상자위대 아비라 주둔지 개설에 수반해 전용선 부설.
- 1971년 3월 15일 : 화물 취급을 접속 전용선 발착의 차급 화물로 제한.
- 1980년 5월 15일 : 화물 · 소화물 취급 폐지.
- 시기 불명 : 무인화.
- 1982년 : 역사 개축.
- 1987년 4월 1일 : 일본국유철도 분할 민영화에 의해, 홋카이도 여객철도가 승계.
- 2001년 7월 : 간이 위탁 폐지, 완전 무인화.

## 인접 역
| 홋카이도 여객철도 무로란 본선 | 홋카이도 여객철도 무로란 본선 | 홋카이도 여객철도 무로란 본선 |
| ----------------------------- | ----------------------------- | ----------------------------- |
| 하야키타 도마코마이 방면      | ■ 무로란 본선                 | 오이와케 이와미자와 방면      |